# Werner Mölders
Werner Mölders, född 18 mars 1913 i Gelsenkirchen, död 22 november 1941 i Breslau, var ett tyskt (Luftwaffe) flygaräss. Inspekteur der Jagdflieger.
Werner Mölders var som ung aktiv i Jugendbund Neudeutschland som var en katolsk ungdomsgrupp. Han blev den förste jaktpiloten som åstadkom 100 nedskjutningar; totalt sköt han ned 101 fientliga plan under andra världskriget samt 14 under spanska inbördeskriget. Han dekorerades med Riddarkorset av Järnkorset med eklöv, svärd och diamanter.